# Cantonul Grésy-sur-Isère
Cantonul Grésy-sur-Isère este un canton din arondismentul Albertville, departamentul Savoie, regiunea Rhône-Alpes, Franța.

## Comune
- Bonvillard
- Cléry
- Frontenex
- Grésy-sur-Isère (reședință)
- Montailleur
- Notre-Dame-des-Millières
- Plancherine
- Sainte-Hélène-sur-Isère
- Saint-Vital
- Tournon
- Verrens-Arvey